# Лівач Оксана Василівна
Лівач Оксана Василівна (нар. 14 травня 1997, Долина, Івано-Франківська область) — українська борчиня вільного стилю, призерка чемпіонату світу (2018), чемпіонка Європи (2019).

## Спортивні результати на міжнародних змаганнях

### Виступи на Олімпіадах
| Змагання                    | Збірна  | Вагова категорія          | Місце |
| --------------------------- | ------- | ------------------------- | ----- |
| Літні Олімпійські ігри 2020 | Україна | жіноча боротьба, до 50 кг | 5     |
| Літні Олімпійські ігри 2024 | Україна | жіноча боротьба, до 50 кг | 5     |

### Виступи на Чемпіонатах світу
| Змагання                        | Збірна  | Вагова категорія          | Місце  |
| ------------------------------- | ------- | ------------------------- | ------ |
| Чемпіонат світу з боротьби 2017 | Україна | жіноча боротьба, до 48 кг | 20     |
| Чемпіонат світу з боротьби 2018 | Україна | жіноча боротьба, до 50 кг | Бронза |
| Чемпіонат світу з боротьби 2019 | Україна | жіноча боротьба, до 50 кг | 5      |
| Чемпіонат світу з боротьби 2022 | Україна | жіноча боротьба, до 50 кг | 9      |
| Чемпіонат світу з боротьби 2023 | Україна | жіноча боротьба, до 50 кг | 15     |

### Виступи на Чемпіонатах Європи
| Змагання                         | Збірна  | Вагова категорія          | Місце  |
| -------------------------------- | ------- | ------------------------- | ------ |
| Чемпіонат Європи з боротьби 2018 | Україна | жіноча боротьба, до 50 кг | 8      |
| Чемпіонат Європи з боротьби 2019 | Україна | жіноча боротьба, до 50 кг | Золото |
| Чемпіонат Європи з боротьби 2020 | Україна | жіноча боротьба, до 50 кг | Срібло |
| Чемпіонат Європи з боротьби 2021 | Україна | жіноча боротьба, до 50 кг | 5      |
| Чемпіонат Європи з боротьби 2023 | Україна | жіноча боротьба, до 50 кг | Срібло |
| Чемпіонат Європи з боротьби 2024 | Україна | жіноча боротьба, до 50 кг | 5      |
| Чемпіонат Європи з боротьби 2025 | Україна | жіноча боротьба, до 50 кг | Золото |

### Виступи на Європейських іграх
| Змагання              | Збірна  | Вагова категорія          | Місце  |
| --------------------- | ------- | ------------------------- | ------ |
| Європейські ігри 2019 | Україна | жіноча боротьба, до 50 кг | Срібло |

### Виступи на Кубках світу
| Змагання                    | Збірна  | Вагова категорія | Місце  |
| --------------------------- | ------- | ---------------- | ------ |
| Кубок світу з боротьби 2022 | Україна | команда          | Золото |

### Виступи на інших змаганнях
| Змагання                                                   | Збірна  | Вагова категорія          | Місце  |
| ---------------------------------------------------------- | ------- | ------------------------- | ------ |
| Київський Міжнародний турнір з боротьби 2017               | Україна | жіноча боротьба, до 48 кг | Бронза |
| Київський Міжнародний турнір з боротьби 2018               | Україна | жіноча боротьба, до 50 кг | 5      |
| Турнір Яшара Догу 2018                                     | Україна | жіноча боротьба, до 50 кг | Золото |
| Відкритий чемпіонат Польщі з боротьби 2018                 | Україна | жіноча боротьба, до 50 кг | 6      |
| Київський Міжнародний турнір з боротьби 2019               | Україна | жіноча боротьба, до 50 кг | Срібло |
| Відкритий чемпіонат Польщі з боротьби 2019                 | Україна | жіноча боротьба, до 50 кг | 12     |
| Меморіал Маттео Пелліконе 2020                             | Україна | жіноча боротьба, до 50 кг | Бронза |
| Національний кубок України з боротьби 2020                 | Україна | жіноча боротьба, до 50 кг | Золото |
| Київський Міжнародний турнір з боротьби 2021               | Україна | жіноча боротьба, до 50 кг | Золото |
| Відкритий чемпіонат Польщі з боротьби 2021                 | Україна | жіноча боротьба, до 50 кг | Срібло |
| Турнір Ібрагіма Мустафи 2023                               | Україна | жіноча боротьба, до 50 кг | 5      |
| Турнір К. У. Кожомкула і Р. Санатбаєва 2023                | Україна | жіноча боротьба, до 50 кг | Срібло |
| Олімпійський кваліфікаційний турнір з боротьби 2024 (Баку) | Україна | жіноча боротьба, до 50 кг | Золото |
| Турнір Мухамета Мало 2025                                  | Україна | жіноча боротьба, до 50 кг | Срібло |

### Виступи на змаганнях молодших вікових груп
| Змагання                                       | Збірна  | Вагова категорія          | Місце  |
| ---------------------------------------------- | ------- | ------------------------- | ------ |
| Чемпіонат Європи з боротьби серед кадетів 2013 | Україна | жіноча боротьба, до 38 кг | Срібло |
| Чемпіонат світу з боротьби серед кадетів 2013  | Україна | жіноча боротьба, до 38 кг | Золото |
| Чемпіонат Європи з боротьби серед кадетів 2014 | Україна | жіноча боротьба, до 40 кг | Золото |
| Чемпіонат світу з боротьби серед кадетів 2014  | Україна | жіноча боротьба, до 40 кг | Срібло |
| Чемпіонат Європи з боротьби серед юніорів 2016 | Україна | жіноча боротьба, до 44 кг | Бронза |
| Чемпіонат світу з боротьби серед юніорів 2015  | Україна | жіноча боротьба, до 48 кг | Бронза |
| Чемпіонат Європи з боротьби серед юніорів 2016 | Україна | жіноча боротьба, до 44 кг | Золото |
| Чемпіонат світу з боротьби серед юніорів 2016  | Україна | жіноча боротьба, до 44 кг | Бронза |
| Чемпіонат Європи з боротьби серед юніорів 2017 | Україна | жіноча боротьба, до 48 кг | Золото |
| Чемпіонат світу з боротьби серед юніорів 2017  | Україна | жіноча боротьба, до 48 кг | Бронза |
| Чемпіонат світу з боротьби серед молоді 2017   | Україна | жіноча боротьба, до 48 кг | 8      |
| Чемпіонат Європи з боротьби серед молоді 2018  | Україна | жіноча боротьба, до 50 кг | Золото |
| Чемпіонат світу з боротьби серед молоді 2018   | Україна | жіноча боротьба, до 50 кг | 16     |
| Чемпіонат Європи з боротьби серед молоді 2019  | Україна | жіноча боротьба, до 50 кг | Золото |

## Державні нагороди
- Орден княгині Ольги III ст. (15 липня 2019) —За досягнення високих спортивних результатів ІІ Європейських іграх у м. Мінську (Республіка Білорусь), виявлені самовідданість та волю до перемоги, піднесення міжнародного авторитету України[2]